# Filialkirche Moritzreith

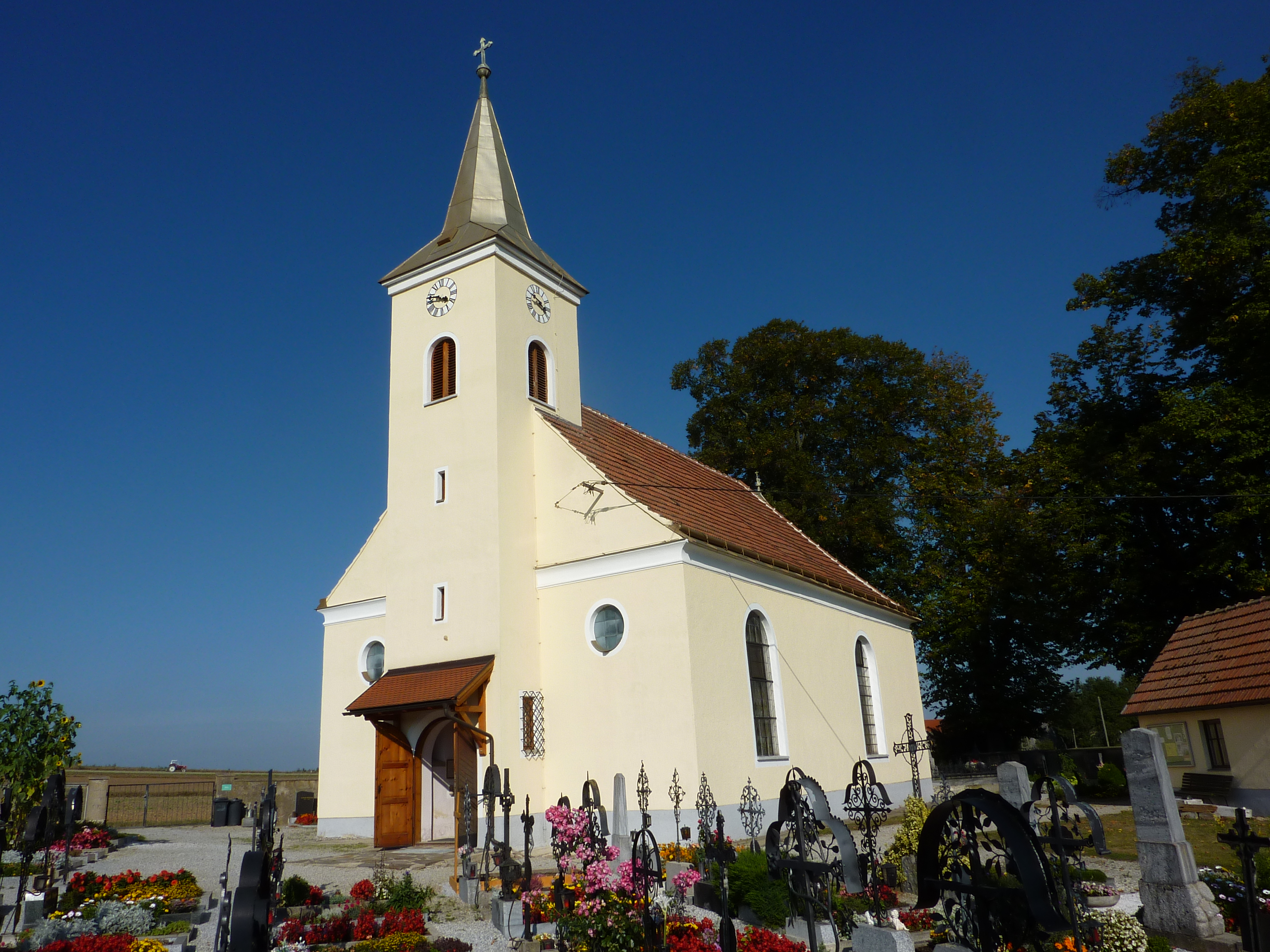
Filialkirche Moritzreith (2011)

Die Filialkirche Heiligste Dreifaltigkeit ist eine römisch-katholische Kirche im Breitstraßendorf Moritzreith in der Gemeinde Gföhl in Niederösterreich.
Die 1751 als schlichter Rechteckbau mit einer halbrunden Apsis und einem quadratischen, halb eingezogenen Westturm mit schlankem Pyramidendach erbaute Kirche  wurde im 19. Jahrhundert erweitert. Der Sakristeianbau ist im Norden, ein Vorhallenanbau im Süden. Der einjochige Innenraum besitzt ein Kreuzgratgewölbe. Die Glasmalerei aus 1952 zeigt die 'Heilige Anna Maria lesen lehrend' und den Heiligen Leopold.
Auf dem Hochaltar mit Altaraufsatz und seitlichen Engelsfiguren steht das mit reichem Rocailledekor gerahmte Altarbild 'Heilige Sippe', 1752 gemalt von Martin Johann Schmidt. Der Seitenaltar mit dem Bild 'Heiligstes Herz Jesu' entstand um 1840/50, die neuromanische Kanzel um 1900.
Die Orgel baute 1899 Franz Capek. Auf der Orgelempore ist ein Bild 'Auferweckung des Lazarus' aus der Schule des Leopold Mitterhofer (um 1820).